# Ординці (Хмельницький район)
Орди́нці —  село в Україні,  у Теофіпольській селищній громаді Хмельницького району Хмельницької області. Населення становить 424 особи. До 2020 орган місцевого самоврядування — Ординецька сільська рада.

## Історія
Уперше село під назвою Юрдинці згадується у донесенні возних Луцькому гродському суду від 7 грудня 1601 року. Вони писали про огляд спустошених і спалених татарами 1593 року містечок і сіл Луцького повіту. У цьому ж документі зазначено, що «Ординці повністю знищено, людей тут нема».
М. І. Теодорович писав, що назва села татарського походження. За народними переказами, на його місці колись був ліс, в якому й виникло поселення. Та під час чергової татарської навали усіх жителів його вирізано. Через кілька років, коли тут знову стали селитися люди, то своєму селу дали таку назву.
7 (20) листопада 1917 року, відповідно до.Третього Універсалу Української Центральної Ради, увійшло до складу Української Народної Республіки.
12 червня 2020 року, відповідно до розпорядження Кабінету Міністрів України № 727-р «Про визначення адміністративних центрів та затвердження територій територіальних громад Хмельницької області», увійшло до складу Теофіпольської селищної громади.
19 липня 2020 року, в результаті адміністративно-територіальної реформи та ліквідації Теофіпольського району, село увійшло до складу Хмельницького району.